# Ceroxys latiusculus
Ceroxys latiusculus är en tvåvingeart som först beskrevs av Friedrich Hermann Loew 1873.  Ceroxys latiusculus ingår i släktet Ceroxys och familjen fläckflugor. Inga underarter finns listade i Catalogue of Life.